# Calceolaria martinezii
Espèce
Statut de conservation UICN

 EN  : En danger
Calceolaria martinezii est une espèce de plantes à fleurs de la famille des Calceolariaceae. C'est une plante endémique sur le plateau d'Ambato dans le centre de l'Équateur, où elle n'est connue que de deux sous-populations : l'une sur les pentes du volcan Tungurahua, et l'autre près de la ville de Patate.

## Description
C'est un arbuste grimpant qui pousse principalement dans le biome tropical humide.

## Répartition
Ce taxon se rencontre en : Équateur. Elle est classée comme en danger sur la liste rouge de l'UICN

## Systématique
Le nom correct complet (avec auteur) de ce taxon est Calceolaria martinezii Kraenzl..
Calceolaria martinezii a pour synonyme :
- Calceolaria patens Kraenzl.